# كليفورد دبليو. بيك
كليفورد دبليو. بيك (بالإنجليزية: Clifford W. Beck)‏ هو سياسي أمريكي، ولد في 12 أغسطس 1908 في بلومنغتون في الولايات المتحدة، وتوفي في 8 ديسمبر 1985 في بورت بستان في الولايات المتحدة. انتخب عضو مجلس نواب واشنطن.